# Earthbend
Earthbend ist eine deutsche Rockband. Die Musik von Earthbend orientiert sich stark an den Rockgrößen der 1960er und 1970er Jahre. Als hauptsächliche Einflüsse werden dabei immer wieder The Beatles, The Who, Led Zeppelin, Black Sabbath, die frühen Genesis, Pink Floyd, King Crimson oder Yes genannt. Typisch Earthbend sind Progressive-Rock-Arrangements in ausufernden Songs wie Harmonia, dem zehnminütigen Opener des gleichnamigen Albums aus dem Jahr 2008. Das Stück ist eine Hommage an die deutsche Krautrockband Harmonia.

## Geschichte
Earthbend wurde 2002 im brandenburgischen Finsterwalde von André Kunze, Christian Heinrich und Tilo Hustan gegründet. Die Band spielte ihr erstes Konzert im Octopussy, Berlin-Friedrichshain. Das Debütalbum Young Man Afraid (Veröffentlichung am 23. Februar 2007) wurde im Digipack bei Rookie Records, Köln veröffentlicht. Ready to Revolt und Hula Road waren in den Radios zu hören und die Band tourt seitdem durch Deutschland und ins benachbarte Ausland. 2007 spielte Earthbend ca. 70 Livekonzerte. Das Debütalbum und der Nachfolger Harmonia wurden von Kurt Ebelhäuser im Studio45 bei Koblenz produziert. Die Single Too Many Stars vom Album Harmonia (Veröffentlichung am 22. August 2008) ist der Soundtrack-Titel des Kinotrailers zum Film Jerry Cotton, der Mann im roten Jaguar kehrt zurück. (D, März 2010)
Noch vor Veröffentlichung ihres Debütalbums spielte Earthbend auf der Clubstage bei Rock am Ring und Rock im Park. Sie war Support für Josh Hommes Nebenprojekt Eagles of Death Metal bei deren Deutschlandshows (2007). Earthbend war außerdem auch mit Blackmail und den Raconteurs, einem Nebenprojekt von Jack White von den The White Stripes unterwegs.
Bei ihren Live-Konzerten 2008/2009 spielte Earthbend mehrere Konzerte mit dem Gitarristen Vu Viet Phuong aus Finsterwalde. Vu Viet Phuong war auch an der Arbeit am 2010er Album Attack Attack Attack beteiligt.
2012 spielte sie eine Tour zusammen mit Scumbucket. Die Aufnahmen für das im Januar 2013 erschienene vierte Album fanden im Studio45 bei Koblenz statt. Produziert wurde es erneut von Kurt Ebelhäuser.

## Diskografie

### Alben
- 2003: The Hula Road EP (5-Track EP, produziert von Earthbend und David Koch)
- 2007: Young Man Afraid (Rookie Records, produziert von Kurt Ebelhäuser)
- 2008: Harmonia (Rookie Records, produziert von Kurt Ebelhäuser)
- 2010: Attack Attack Attack (Noisolution, produziert von Torsten Otto)
- 2013: Serenity (Noisolution, produziert von Kurt Ebelhäuser)

### Singles
- 2007: Ready to Revolt
- 2007: Hula Road
- 2008: Too Many Stars
- 2008: Dragon Lady
- 2010: Ozzy Attack
- 2012: Gypsy Queen